# (474040) 2016 GG218
(474040) 2016 GG218 es un asteroide perteneciente al cinturón de asteroides, descubierto el 26 de mayo de 2003 por el equipo del Spacewatch desde el Observatorio Nacional de Kitt Peak, Arizona, Estados Unidos.

## Designación y nombre
Designado provisionalmente como 2016 GG21.

## Características orbitales
2016 GG218 está situado a una distancia media del Sol de 2,671 ua, pudiendo alejarse hasta 3,019 ua y acercarse hasta 2,323 ua. Su excentricidad es 0,130 y la inclinación orbital 12,21 grados. Emplea 1595 días en completar una órbita alrededor del Sol.

## Características físicas
La magnitud absoluta de 2016 GG218 es 16,928. Tiene 3,29 km de diámetro y su albedo se estima en 0,071.